# Лосвидо (Витебский район)
Лосвидо (бел. Ло́свіда) — деревня в Витебском районе Витебской области Республики Беларусь. В составе Мазоловского сельсовета.

## География
В 18 км на север от Витебска, 3 км от железнодорожной станции Лосвида на линии Витебск — Невель. В 3 км западнее деревни проходит автодорога Р115 (Витебск—Городок), в 3 км восточнее деревни автотрасса М8 (E-95).

## История
В XVIII веке село, центр имения, собственность Храповицких в Витебском воеводстве Великого княжества Литовского. После Первого раздела Речи Посполитой в 1772 году в Российской империи, в Витебском уезде Псковской губернии, с 1776 года в Полоцкой губернии.
В 1783 году село (5 жителей) и одноименный посёлок в Витебском уезде Полоцкой губернии. С 1796 года в Белорусской губернии, с 1802 года в Витебской губернии.
В 1823 году, после смерти Игнатия Храповицкого, имущество его дочери, помещицы Анелии Храповицкой (по мужу Суриновой), которой принадлежало здесь 240 десятин земли. В 1834 году фольварк и 2 деревни, в которых насчитывались 53 ревизские крестьянские души, в 1846 году — 43 ревизские крестьянские души. Имелся хлебозапасный магазин. В 1846 году построена православная церковь. В 1863 году открыто народное училище (50 учеников в 1881 году). При училище действовало общежитие.
В 1878 году имение, собственность помещика М. Любашинского, имевшего здесь 12 000 десятин земли.
В 1886 году село, центр Лосвидской волости Витебского уезда Витебской губернии. Ежегодно здесь работал призывной участок для набора мужчин в армию.
В начале XX века деревня в Верховской волости. Деревня (68 десятин земли) относилась к Путиловскому сельскохозяйственному обществу. Рядом находился одноименный фольварк (1 двор, 10 жителей), собственность К. Круменга, которым имел здесь 21 десятину земли. В 1909 году работало народное училище.
В марте 1924 года возвращена в состав БССР. С 17 июля 1924 года центр Лосвидского, с 29 октября 1924 года — Кузнецовского, с 26 марта 1927 года Витебского районов Витебского округа (до 26 июля 1930 года).
В 1930 году создан колхоз.
С 20 февраля 1938 года в Витебской области.
В 1939 году в деревню переселены жители хуторов Голодница, Ефремово.
С середины июля 1941 года до конца июня 1944 года оккупирована нацистскими войсками.
В июне 1944 года гитлеровцы сожгли деревню (75 дворов) и погубили 10 жителей. На фронтах погибли 18 жителей и 6 в партизанской борьбе. В боях за освобождение деревни и окрестностей от нацистов погибли 800 советских солдат.
На лесной опушке, севернее деревни, находится братская могила № 4430. В 1964 году на ней поставлен обелиск.
С 20 декабря 1960 года территория Боровлянского сельсовета вошла в состав новообразованного Мазоловского сельсовета.
В деревне располагалась центральная усадьба совхоза "Лосвидо".
В 1996 году 29 дворов, 41 житель.
По переписи 2009 года проживало 22 человека.
В 2014 году в ней было 9 домохозяйств. Постоянно проживало 9 человек, из них трудоспособного возраста 3, старше трудоспособного возраста 6 человек.
На 2018 год 8 дворов, 8 жителей.

## Население
- 1905 год — 110 дворов, 79 жителей
- 1941 год — 75 дворов, 300 жителей
- 1996 год — 29 хозяйств, 41 житель
- 2009 год — 22 жителя (перепись населения)
- 2014 год — 9 домохозяйств, 9 жителей
- 2018 год — 8 хозяйств, 8 жителей

## Инфраструктура
В 2018 году в деревне функционировали магазин, нефтебаза, библиотека, кормоцех.

## Достопримечательность
На лесной опушке, севернее деревни, находится братская могила № 4430. В 1964 году на ней поставлен обелиск.